# روش کانتیلور
روش کانتیلور(به انگلیسی: Cantilever method) روشی تقریبی برای محاسبه نیروهای برشی و لنگرهایی است که در تیرها و ستونهای یک قاب یا سازه ناشی از بارهای جانبی ایجاد شده‌است. بارهای جانبی اعمال شده معمولاً شامل بارهای باد و بارهای زلزله است که در هنگام طراحی ساختمان باید مورد توجه قرار گیرد. فرضیاتی که در این روش استفاده می‌شود این است که نقاط عطف (یا نقطه عطف نمودار لنگر) در اعضاء عمودی و افقی در قسمت میانی عضو قرار دارند و نیروهای محوری در ستون‌ها متناسب با فاصله آن‌ها از مرکز ثقل مقاطع ستونهای قاب است. این قاب به صورت گام به گام (تکراری) تجزیه و تحلیل می‌شود، و نتایج را می‌توان با نمودار نیرو که در انتهای فرایند ترسیم شده‌است، توصیف کرد. این روش کاملاً تطبیق پذیر است و می‌تواند برای تجزیه و تحلیل فریم‌های با هر تعداد طبقه یا کف استفاده شود.
موقعیت محور مرکزی (مرکز ثقل قاب) با استفاده از سطح مقطع ستونهای انتهایی و ستونهای داخلی مشخص می‌شود. روش کانتیلور به عنوان یکی از دو روش تقریبی ابتدایی (روش دیگر  روش پورتال) برای تجزیه و تحلیل قاب‌های سازه‌های نامعین در مقابل بارهای جانبی در نظر گرفته شده‌است. استفاده از آن برای قاب‌هایی که ارتفاع آن‌ها از عرض آنها بیشتر است، توصیه می‌شود و بنابراین مانند یک تیر کنسولی بیرون زده از سطح زمین رفتار می‌کنند.